# Manor of Northstead
A Manor of Northstead (magyarul Northstead uradalom) valaha mezőkből és farmokból állt Scalby községben a North Riding of Yorkshire-on belül. 1600-ra az udvarház elhanyagolt lett és csupán egy pásztor lakott benne. Jelenleg az uradalom Scarborough város Barrowcliff területének a része.
A Crown Steward and Bailiff of the Manor of Northstead (magyarul Northstead uradalmának királyi helytartója és tiszttartója) pozíciót ma egy procedurális eszköznek használják, hogy lehetővé tegyék egy brit parlamenti képviselő lemondását, hiszen a brit képviselők nem mondhatnak le egyszerűen a székükről. Az Act of Settlement alapján fel kell adnia székét annak a képviselőnek aki elfogad egy bevétellel járó hivatalt a koronától. A legtöbb utalás szerint ilyen céllal először 1844. március 20-án használták a hivatalt, hogy Sir George Henry Rose, Christchurch képviselője lemondhasson, de a hivatalos helytartói kinevezéseket tartalmazó könyv (mely a Public Records Office-ban E 197/1 hivatkozási szám alatt található meg) azt mutatja, hogy Patrick Chalmers, Montrose Burghs képviselőjét 1842. április 6-án nevezték ki elsőnek a hivatalba.
Az utóbbi években a Northstead uradalmi és a Chiltern Hundredsi kinevezést felváltva használták a lemondó képviselők. David Marchall volt a legutóbbi képviselő, aki lemondásakor a Crown Steward of the Manor of Northstead címet kapta 2008. június 30-án.

## Fordítás
- Ez a szócikk részben vagy egészben  a   Manor of Northstead című angol Wikipédia-szócikk ezen változatának fordításán alapul.  Az eredeti cikk szerkesztőit annak laptörténete sorolja fel. Ez a jelzés csupán a megfogalmazás eredetét és a szerzői jogokat jelzi, nem szolgál a cikkben szereplő információk forrásmegjelöléseként.